# Métaborate de sodium
Le métaborate de sodium est un corps minéral de formule équivalente NaBO2. 
Il représente le sel sodique de l'acide métaborique. Aussi il ne faut pas le confondre avec le borax, ou les différents tétraborates de sodium, y compris le borate de sodium anhydre.

## Propriétés physico-chimiques
Il se présente sous la forme d'un solide cristallin de maille hexagonale, anhydre, avec un aspect prisme légèrement coloré.
Il est soluble dans l'eau : 26 g pour 100 g d'eau pure à 20 °C, 36 g à 35 °C[réf. souhaitée].

## Préparation
C'est un composé chimique résultant de l'attaque de l'acide borique par la soude :
H3BO3 aqueux + NaOH aqueux → NaBO2aqueux + 2 H2O
On peut aussi le préparer par voie sèche par un bain de tétraborate de sodium anhydre et de soude chauffé à 700 °C.

## Chimie
Sous sa forme solide, il représente le sel de sodium de l'acide métaborique. Le solide cristallin de maille hexagonale se présente sous forme d'un composé anhydre. 
Il forme naturellement aussi deux composés hydratés, assez instables entre 100 °C ou 120 °C (dégagement d'eau) :
à 20 °C : NaBO2·4 H2O
à 100 °C : NaBO2·2 H2O
Ces composés hydratés, le second de maille triclinique, sont très solubles dans l'eau.

## Usage
Ce composé est utilisé comme herbicide.